# Lea T
Leandra Medeiros Cerezo, được biết đến nhiều hơn với nghệ danh Lea T (sinh ngày 19 tháng 2 năm 1981), là một người mẫu thời trang chuyển giới sinh ra ở Brazil, lớn lên tại Ý. Cô ấy là muse (nàng thơ) của Riccardo Tisci, đạo diễn sáng tạo của thương hiệu cao cấp Givenchy tại Pháp; họ "T" trong nghệ danh của cô là viết tắt của họ Tisci.
Cô là gương mặt đại diện cho thương hiệu chăm sóc tóc của Mỹ Redken.
Cô cũng là một biểu tượng văn hóa đại chúng về vận động người chuyển giới trong cộng đồng LGBT. Cô đã tuyên bố rằng sự phân biệt đối xử với người LGBT là một vấn đề đang diễn ra và xã hội còn nhiều việc phải làm trước khi nó được giải quyết.

## Thuở nhỏ
Được sinh ra trong hình hài nam giới, T là con của cựu cầu thủ bóng đá nổi tiếng người Brazil tên là Toninho Cerezo và cô lớn lên ở Ý.

## Công việc
Cô được phát hiện lần đầu tiên bởi nhà thiết kế cao cấp Riccardo Tisci của Givenchy và trở thành gương mặt đại diện của Givenchy vào cuối năm 2010. Buổi trình diễn đầu tiên của cô là cho Alexandre Herchcovitch trong Tuần lễ thời trang São Paulo vào tháng 1 năm 2011. T đã góp mặt trong các chiến dịch cho Givenchy, Benetton và Philipp Plein, chụp ảnh bởi Terry Richardson.

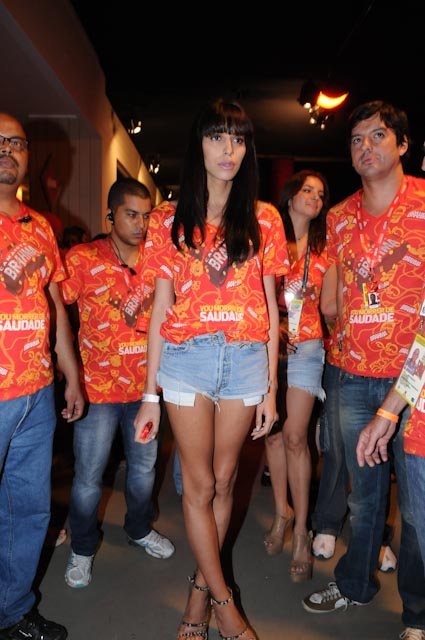
Lea T năm 2011

Cô đã được giới thiệu trong các bài xã luận trên tạp chí Vogue Paris, Numero, Interview và Love. Năm 2011, cô cũng là ngôi sao trang bìa của hai phiên bản mùa xuân / hè 2011 của tạp chí Love, một là người mẫu solo và một phiên bản khác với Kate Moss. T cũng đã được lên trang bìa các phiên bản quốc tế của Elle, Marie Claire, Grazia và Glamour.
Năm 2013, cô tham gia phiên bản tiếng Ý của Dancing with the Stars mang tên Ballando con le Stelle trên Kênh Rai Uno.
Vào tháng 2 năm 2015, Lea T đã được tạp chí Forbes chọn là một trong 12 phụ nữ đã góp phần thay đổi thời trang nước Ý, bên cạnh những tên tuổi như Miuccia Prada, Anna Dello Russo và Franca Sozzani. Năm 2014, cô trở thành gương mặt đại diện cho thương hiệu chăm sóc tóc Redken của Mỹ, do đó làm cô trở thành người mẫu chuyển giới công khai đầu tiên đứng đầu một thương hiệu mỹ phẩm toàn cầu.
Lea T trở thành người chuyển giới công khai đầu tiên từng tham gia lễ khai mạc Thế vận hội khi cô dẫn dắt đội Brazil vào sân vận động bằng xe đạp của mình trong Thế vận hội Rio 2016, dẫn đầu một đội mạnh gồm 465 người thi đấu 29 môn thể thao.

## Cuộc sống cá nhân
Trong một cuộc phỏng vấn vào tháng 1 năm 2011, T tuyên bố ý định của cô là trải qua phẫu thuật chuyển đổi giới tính. Cuộc phẫu thuật xảy ra vào tháng 3 năm 2012, tại Thái Lan. Trong một cuộc phỏng vấn với Fantástico (chương trình truyền hình hàng tuần của Brazil phát sóng vào tối Chủ nhật), vào tháng 1 năm 2013, cô đã mô tả cuộc phẫu thuật theo cách tiêu cực nhưng hai tuần sau cô ấy nói rằng cô ấy cảm thấy hài lòng với kết quả".
T đã tuyên bố rằng cô ấy coi mình là người song tính.